# Elmhurst (Queens)
Pour les articles homonymes, voir Elmhurst.
Elmhurst (anciennement appelé Newtown) est un quartier de New York situé dans l'arrondissement du Queens.

## Démographie
Composition ethno-raciale en 2010, :
- Blancs non hispaniques (6,6 %)
- Hispaniques et Latinos (46,1 %)
- Asiatiques (43,8 %)
- Noirs (1,3 %)
- Métis (1,6 %)
- Autres (0,6 %)